# Die Stunde des Wolfs
Die Stunde des Wolfs (Original: Vargtimmen) ist ein in Schwarzweiß gedrehter schwedischer Spielfilm von Ingmar Bergman aus dem Jahr 1968 mit Max von Sydow und Liv Ullmann in den Hauptrollen. Das mit Elementen des surrealen Films und des Horrorfilms arbeitende Filmdrama liefert das Psychogramm eines Künstlers, der sich mit seiner Frau auf eine Insel zurückgezogen hat, wo er von Visionen und Bildern aus seiner Vergangenheit heimgesucht wird. Die Stunde des Wolfs bildet den Auftakt zu Bergmans so genannter Fårö-Trilogie.

## Handlung
Über dem Vorspann des Films hört man Regisseur Bergman mit Mitarbeitern seines Stabs über die nächste Aufnahme sprechen und Anweisungen geben. In der ersten Einstellung nimmt Alma Borg vor der Kamera Platz. Sie erzählt dem Filmteam vom mysteriösen Verschwinden ihres Mannes, des Kunstmalers Johan Borg. Der Film schneidet in einer Rückblende um zu den Ereignissen, die Borgs Verschwinden vorangingen.
Johan Borg hat sich nach einer Krise mit seiner schwangeren Frau Alma in eine einsame Hütte auf der Insel Baltrum zurückgezogen. Er fühlt sich fortlaufend von Personen verfolgt, die ebenso real wie Produkte seiner Fantasie sein könnten. Einigen der „Dämonen“, die ihn verfolgen, gibt Johan Fantasienamen wie „die Frau mit dem Hut“ oder „der Vogelmensch“. Eines Tages erscheint eine alte Frau vor der Hütte und weist Alma auf das unter Johans Bett versteckte Tagebuch hin, in dem er seine Begegnungen festhält. Alma liest Johans Tagebuch und erfährt, dass er nicht nur von aufdringlichen Besuchern, sondern auch von Erinnerungen an seine frühere Geliebte Veronica Vogler heimgesucht wird.
Später erhalten Johan und Alma eine Einladung auf das Schloss des ebenfalls auf der Insel lebenden Barons von Merkens. Dort traktieren die Gäste Johan mit unangenehmen Fragen zu seiner Person und Vergangenheit. Auf dem Rückweg versichert Alma Johan, dass sie zu ihm halten werde, auch wenn sie Angst habe, dass die Dämonen sie auseinanderbringen wollten.
Mit der erneuten Einblendung des Titels Die Stunde des Wolfs beginnt der zweite Teil des Films. Alma wacht die Nächte mit Johan durch. Die kritischste Stunde, so Johan, sei die „Stunde des Wolfs“, in der die meisten Menschen geboren werden, aber auch sterben. Er erzählt ihr, wie er als Kind im Schrank eingeschlossen wurde, und dass er glaubt, vor kurzem einen Jungen umgebracht zu haben, der aber auch ein Dämon gewesen sein könnte.
Einer von Merkens Gästen erscheint in der Hütte und überbringt die Einladung zu einer neuerlichen Feier, bei der auch Veronica Vogler zugegen sein werde. Zum Abschied hinterlässt er Johan eine Pistole zum Schutz gegen das „Kleinwild“ auf der Insel. Anschließend hat das Paar eine Auseinandersetzung wegen Johans Besessenheit in Bezug auf Veronica Vogler und seinen Wahnbildern. Alma betont erneut ihre Angst, aber auch ihren Willen zu bleiben. Johan schießt Alma nieder und flüchtet in Merkens’ Schloss, wo er auf Veronica Vogler trifft und sich Realität und Wahn endgültig vermischen. Menschen verwandeln sich in Vogelwesen oder reißen sich ihre Gesichtshaut herunter. Die Dämonen verfolgen Johan bis in den Wald. In der Zwischenzeit hat sich Alma, die Johans Mordversuch überlebt hat, auf die Suche nach ihm begeben. Auch sie sieht die dämonischen Gestalten, die Johan attackieren. Nach deren Verschwinden bleibt sie allein im Wald zurück.
In der Schlusseinstellung kehrt der Film zu den dokumentarischen Aufnahmen des Anfangs zurück. Alma blickt in die Kamera und fragt, ob sie Johan zu wenig oder zu viel geliebt, sich zu wenig oder zu viel mit seinen Schreckensvisionen auseinandergesetzt habe, um ihn vor diesen schützen zu können: „Ist es nicht so, dass eine Frau, die lange mit einem Mann zusammenlebt, im Laufe der Jahre diesem Mann ähnlich wird? Wenn sie ihn liebt, beginnt sie, zu denken wie ihr Mann, zu sehen wie er. Es heißt, daß sich dadurch ein Mensch verändert.“

## Hintergrund

### Entstehung des Drehbuchs
Die Stunde des Wolfs basiert auf einem im Spätsommer/Herbst 1964 abgeschlossenen Manuskript Bergmans mit dem Arbeitstitel „Die Menschenfresser“ (auch „Dämonen“, im Original „Demonerna“). Bergman, damals auch Leiter des Königlichen Dramatischen Theaters in Stockholm, erkrankte jedoch Anfang 1965, und das Projekt wurde verschoben. Nach seiner Genesung drehte er zunächst den kurzfristig konzipierten Film Persona. Aus dem „Menschenfresser“-Manuskript entstand das Drehbuch zu Die Stunde des Wolfs, das in Namen wie Borg, Alma und Vogler Bezüge zu früheren Filmen wie Wilde Erdbeeren (1957), Persona und Das Gesicht (1958) aufweist.

Axel Fridell: Den gamla antikvitetshandeln (Little Dorrit)

### Einflüsse
Die Namen Lindhorst, Heerbrand und Kreisler hatte Bergman den Werken von E. T. A. Hoffmann entliehen. Visuell beeindruckt hatte ihn die 1932–1933 entstandene Radierung Den gamla antikvitetshandeln (Little Dorrit) des schwedischen Malers und Grafikers Axel Fridell (1894–1935), die auf der Radierung abgebildeten „Menschenfresser“ inspirierten ihn zu den Dämonen seines Films. Rezensenten entdeckten in ihren Besprechungen auch Parallelen zu August Strindbergs autobiografischem Roman Inferno, Strindbergs literarischer Verarbeitung seiner von Visionen und Verfolgungswahn begleiteter Ehe- und Glaubenskrise, und zu den Gemälden von Hieronymus Bosch.

### Produktion und Filmstart
Der Film bildet den Auftakt zur so genannten Fårö-Trilogie, gefolgt von Schande (1968) und Passion (1969). Gedreht wurde von Mai bis September 1966 auf der schwedischen Insel Fårö, auf der Bergman damals lebte, in Hovs hallar in der südschwedischen Provinz Schonen und in den Råsunda Film Studios in Filmstaden, Solna. In Hovs hallar waren rund ein Jahrzehnt zuvor die Außenaufnahmen zu Bergmans Das siebente Siegel entstanden.
Nach Persona war dies Liv Ullmanns zweiter Film für Bergman. Die im Film sichtbare, fortgeschrittene Schwangerschaft Alma Borgs war nicht gestellt: Ullmann erwartete ein Kind von dem Regisseur, die gemeinsame Tochter wurde während der Dreharbeiten geboren.
Die Stunde des Wolfs startete am 19. Februar 1968 in den schwedischen und am 1. März desselben Jahres in den deutschen Kinos.

### Stilmittel
Da Bergman Distanz zu dem für ihn sehr persönlichen Stoff schaffen wollte, baute er Szenen von den Dreharbeiten und Diskussionen mit den Schauspielern ein. Bis auf die Anfangs- und Schlussszene machte er aber diese Erweiterungen, die etwa 15 Minuten Laufzeit umfasst hatten, wieder rückgängig. In Passion machte er von dieser Technik erneut Gebrauch. Zum persönlichen Aspekt des Films meinte Bergman später: „In Die Stunde des Wolfs gibt es keinerlei Distanz oder Objektivität. […] Früher habe ich mich gern abschätzig über Die Stunde des Wolfs geäußert, vermutlich, weil der Film verdrängte Seiten meines Selbst berührte.“
Ein weiteres distanzierendes Mittel war für Bergman der in der Mitte des Films erneut eingefügte Filmtitel: „Es ist manchmal ganz gut, die Leute aufzuwecken, um sie dann wieder ins Drama zurückzuschicken.“ Denselben Zweck erfüllten z. B. der simulierte Filmriss in der Mitte von Persona oder Harriet Anderssons Blickkontakt mit dem Publikum in Die Zeit mit Monika (1953).

### Parallelen in Bergmans Werk
Die Szene, in der Johan Almas und sein Gesicht mit einem Streichholz beleuchtet, geht auf eine Idee von Birgit Tengroth zurück, die Bergman in der Tengroth-Verfilmung Durst (1949) verwendet hatte.
Als die Dämonen Johan Borg während seines Beisammenseins mit Veronika Vogler verspotten, ruft Johan aus, „Der Spiegel ist zerbrochen. Was reflektieren die Scherben?“ Bergman verwendete denselben Satz später erneut in seiner Fernsehproduktion Aus dem Leben der Marionetten (1980).
Die Szene, in der Johan auf seine Uhr sieht und Alma die nicht enden wollende Dauer einer einzelnen Minute veranschaulicht, variierte Bergman 2003 in Sarabande. In Sarabande findet sich auch die direkte Ansprache der Hauptdarstellerin in die Kamera bzw. an das Publikum zu Beginn und gegen Ende des Films. Eine der Titeleinblendungen des in zehn Kapitel eingeteilten Films lautet „Die Stunde vor der Dämmerung“.

### Musik
Die im Schloss des Barons von Merkens auf einer Miniaturbühne von einem puppengroßen Sänger aufgeführte Szene stammt aus dem 1. Akt aus Wolfgang Amadeus Mozarts Oper Die Zauberflöte. Für Charlotte Renaud verdeutlicht diese Szene, in der Tamino, Protagonist der Zauberflöte, Antwort auf die Frage sucht, ob die von ihm gesuchte Pamina noch lebt („O ew’ge Nacht! Wann wirst du schwinden? […] Ihr Unsichtbaren, saget mir, Lebt denn Pamina noch?“), die Situation des von Ängsten aufgezehrten Johan Borg. Der Auszug endet mit der Antwort des unsichtbaren Chors: „Pamina lebet noch!“ Dazu Bergman: „Für einige Augenblicke spendet die Musik Frieden und Trost. Die Kamera berührt alle Gesichter. Die Rhythmisierung des Textes ist ein Code: Pa-mi-na bedeutet Liebe. Lebt die Liebe noch? Pamina lebet noch, die Liebe lebt noch immer. Kamera auf Liv: eine doppelte Liebeserklärung.“ – Sieben Jahre später, 1975, stellte Bergman seine filmische Umsetzung von Mozarts Oper in ihrer vollen Länge vor.
Des Weiteren ist die Sarabande aus der Partita Nr. 3 A-Moll von Johann Sebastian Bach zu hören. Diese Komposition wird in Schande und Passion erneut angespielt, für Renaud ein Indiz, dass alle drei Filme als zusammengehörige Trilogie betrachtet werden können.

## Kritik
In Bergmans Heimat Schweden wurde Die Stunde des Wolfs gemischt aufgenommen. Lasse Bergström von Expressen nannte den Film „auf unzugängliche Weise persönlich und auf unterhaltsame Weise brillant“ und führte weiter aus: „Der Magier leidet, aber er findet Vergnügen an seinen Tricks. Das ist das Paradox dieses esoterischen, wunderschönen Films.“ Carl Henrik Svenstedt vom Svenska Dagbladet kritisierte: „Was Die Stunde des Wolfs verstummen lässt und unzugänglich macht, ist die diktatorische Proklamation seiner Botschaft. Zu keinem Zeitpunkt öffnet sich der Film für den Betrachter, niemals ringt er mit sich selbst, und in der Konsequenz erlaubt er keine Debatte mit dem Zuschauer.“
In den USA entdeckte Renata Adler von der New York Times „gute darstellerische Leistungen“, „unvergessliche Bilder“, einen „exzentrischen Sinn für Humor“, aber auch „äußerst abstoßende“ Szenen und fasste zusammen: „‚Die Stunde des Wolfs‘ ist keiner von Bergmans großen Filmen, aber für jemanden der sich für Filme interessiert ist es undenkbar, ihn nicht zu sehen“. Roger Ebert von der Chicago Sun-Times sah einen „hochgradig persönlichen“ und „schwierigen Film“, der nicht immer funktioniere: „Wenn wir Bergmans Horrorgeschichte akzeptieren statt sie zu hinterfragen, funktioniert ‚Die Stunde des Wolfs‘ hervorragend. Das Seil, auf dem [der Film] wandelt, ist jedoch so dünn, dass die geringste Feindseligkeit seitens des Publikums ihn in den Bereich des Melodrams verweisen kann. Was er nicht ist. Wenn Sie ihn sehen, sehen Sie ihn sich aus Bergmans Warte an.“
Ein ähnliches Bild wie in Schweden zeigte sich in Deutschland. Egon Netenjakob schrieb im film-dienst: „Bergman hat sich in diesem Film in ein Reservat zurückgezogen, in dem menschenfresserische Dämonen noch unstrittige Wirklichkeit sind. Im Gegensatz zu den wüsten Traumwelten etwa eines Arrabal sind seine Gesichter jedoch trotz aller Raffinesse, trotz aller Überraschungen geradezu ordentlich, sie sind präzise konstruiert und kalkuliert bis ins kleinste Detail als ein virtuos theatralisches Gaukelspiel, das die Mittel, mit denen es jongliert, nicht verbirgt.“ Zwiespältiger fiel das Urteil des Spiegel aus: „In seinem 28. Film hat sich der schwedische Großmeister Ingmar Bergman, 47, der Cinemagie ergeben; nicht ohne Simsalabim. […] Das düstre Filmwerk, oft in atemraubende Bilder gesetzt, mobilisiert den Bergmanschen Cine-Fundus aus Sexual-Not und Psycho-Pein; leider auch den Hang des Schweden zu Symbol-Breitseiten und Frankensteinschem Horror. Von vergilbtem Schauder freilich ist auch das Thema [des Künstler-Wahnsinns].“ Die Zeit bewertete Die Stunde des Wolfs dagegen als „sehr sehenswert“: „Der Film eines Paares, nicht seine Geschichte, sondern der Versuch, in der Spur zu lesen, die von ihm zurückgeblieben ist nach seinem Scheitern.“
Auch mit größerem zeitlichen Abstand blieb der Tenor der Kritik der gleiche. Anders Troelsen formulierte 1978 im dänischen Filmmagazin Kosmorama: „Der Film erlaubt Identifikationen, aber nota bene nur für ebenso dazwischen stehende, sozial isolierte Künstler. Dagegen weist er keinen Ausweg aus der aktuellen isolierten Stellung. Er ist durch seine eigenen Schreckensvisionen paralysiert und in sich selbst eingeschlossen.“ Das Lexikon des internationalen Films sah in dem Film „eine komplexe Albtraumcollage von Ingmar Bergman, der das Psychogramm seiner Helden mit Horrorfilmzitaten und filmkritischen Reflexionen ironisch bricht. Bergman bleibt den Leitmotiven seines Werks treu, löst sich aber von den Konventionen der Filmerzählung.“

## Auszeichnungen
- National Board of Review Award für die Beste Hauptdarstellerin (Liv Ullmann für Schande und Die Stunde des Wolfs) 1968
- National Society of Film Critics Award für die Beste Regie 1969